# WTA de Hobart
O WTA de Hobart – ou Hobart International, atualmente – é um torneio de tênis profissional feminino, de nível WTA 250.
Realizado em Hobart, na ilha e estado da Tasmânia, ao sul da Austrália, estreou em 1994. Os jogos são disputados em quadras duras durante o mês de janeiro.

## Histórico
Em 1893, o "Tasmanian Lawn Tennis Championships [en]" foi estabelecido como um torneio internacional combinado de tênis masculino e feminino. Em 1969, os nomes dos torneios foram alterados para "Tasmanian Open Championships", tornando-se o "Tasmanian Open" disputado em Hobart em quadras duras em 1978. Esse torneio terminou em 1980. Em 1994, este evento sucessor do antigo torneio feminino foi revivido como o "Tasmanian International Open" e permaneceu com esse nome até 2003, quando o nome do torneio foi alterado para "Moorilla Hobart International". Em 2014, o torneio foi rebatizado novamente como "Hobart International".

## Finais

### Simples
| Ano                                                         | Campeã               | Vice-campeã               | Resultado      |
| ----------------------------------------------------------- | -------------------- | ------------------------- | -------------- |
| 2025                                                        | McCartney Kessler    | Elise Mertens             | 6–4, 3–6, 6–0  |
| 2024                                                        | Emma Navarro         | Elise Mertens             | 6–1, 4–6, 7–5  |
| 2023                                                        | Lauren Davis         | Elisabetta Cocciaretto    | 7–60, 6–2      |
| Torneio não realizado em 2022 devido à pandemia de COVID-19 |                      |                           |                |
| Torneio não realizado em 2021 devido à pandemia de COVID-19 |                      |                           |                |
| 2020                                                        | Elena Rybakina       | Zhang Shuai               | 7–67, 6–3      |
| 2019                                                        | Sofia Kenin          | Anna Karolína Schmiedlová | 6–3, 6–0       |
| 2018                                                        | Elise Mertens        | Mihaela Buzărnescu        | 6–1c, 6–3      |
| 2017                                                        | Elise Mertens        | Monica Niculescu          | 6–3, 6–1       |
| 2016                                                        | Alizé Cornet         | Eugenie Bouchard          | 6–1, 6–2       |
| 2015                                                        | Heather Watson       | Madison Brengle           | 6–3, 6–4       |
| 2014                                                        | Garbiñe Muguruza     | Klára Zakopalová          | 6–4, 6–0       |
| 2013                                                        | Elena Vesnina        | Mona Barthel              | 6–3, 6–4       |
| 2012                                                        | Mona Barthel         | Yanina Wickmayer          | 6–1, 6–2       |
| 2011                                                        | Jarmila Groth        | Bethanie Mattek-Sands     | 6–4, 6–3       |
| 2010                                                        | Alona Bondarenko     | Shahar Pe'er              | 6–2, 6–4       |
| 2009                                                        | Petra Kvitová        | Iveta Benešová            | 7–5, 6–1       |
| 2008                                                        | Eleni Daniilidou     | Vera Zvonareva            | w.o.           |
| 2007                                                        | Anna Chakvetadze     | Vasilisa Bardina          | 6–3, 7–63      |
| 2006                                                        | Michaëlla Krajicek   | Iveta Benešová            | 6–2, 6–1       |
| 2005                                                        | Zheng Jie            | Gisela Dulko              | 6–2, 6–0       |
| 2004                                                        | Amy Frazier          | Shinobu Asagoe            | 6–3, 6–3       |
| 2003                                                        | Alicia Molik         | Amy Frazier               | 6–2, 4–6, 6–4  |
| 2002                                                        | Martina Suchá        | Anabel Medina Garrigues   | 7–67, 6–1      |
| 2001                                                        | Rita Grande          | Jennifer Hopkins          | 0–6, 6–3, 6–3  |
| 2000                                                        | Kim Clijsters        | Chanda Rubin              | 2–6, 6–2, 6–2  |
| 1999                                                        | Chanda Rubin         | Rita Grande               | 6–2, 6–3       |
| 1998                                                        | Patty Schnyder       | Dominique van Roost       | 6–3, 6–2       |
| 1997                                                        | Dominique van Roost  | Marianne Werdel-Witmeyer  | 6–3, 6–3       |
| 1996                                                        | Julie Halard-Decugis | Mana Endo                 | 6–1, 6–2       |
| 1995                                                        | Leila Meskhi         | Li Fang                   | 6–2, 6–3       |
| 1994                                                        | Mana Endo            | Rachel McQuillan          | 6–1, 16–7, 6–4 |

### Duplas
| Ano                                                         | Campeãs                                        | Vice-campeãs                                   | Resultado          |
| ----------------------------------------------------------- | ---------------------------------------------- | ---------------------------------------------- | ------------------ |
| 2025                                                        | Jiang Xinyu Wu Fang-hsien                      | Monica Niculescu Fanny Stollár                 | 6–1, 7–66          |
| 2024                                                        | Chan Hao-ching Giuliana Olmos                  | Guo Hanyu Jiang Xinyu                          | 6–3, 6–3           |
| 2023                                                        | Kirsten Flipkens Laura Siegemund               | Viktorija Golubic Panna Udvardy                | 6–4, 7–5           |
| Torneio não realizado em 2022 devido à pandemia de COVID-19 |                                                |                                                |                    |
| Torneio não realizado em 2021 devido à pandemia de COVID-19 |                                                |                                                |                    |
| 2020                                                        | Nadiia Kichenok Sania Mirza                    | Peng Shuai Zhang Shuai                         | 6–4, 6–4           |
| 2019                                                        | Chan Hao-ching Latisha Chan                    | Kirsten Flipkens Johanna Larsson               | 6–3, 3–6, [10–6]   |
| 2018                                                        | Elise Mertens Demi Schuurs                     | Lyudmyla Kichenok Makoto Ninomiya              | 6–2, 6–2           |
| 2017                                                        | Raluca Olaru Olga Savchuk                      | Gabriela Dabrowski Yang Zhaoxuan               | 0–6, 6–4, [10–5]   |
| 2016                                                        | Han Xinyun Christina McHale                    | Kimberly Birrell Jarmila Wolfe                 | 6–3, 6–0           |
| 2015                                                        | Kiki Bertens Johanna Larsson                   | Vitalia Diatchenko Monica Niculescu            | 7–5, 6–3           |
| 2014                                                        | Monica Niculescu Klára Zakopalová              | Lisa Raymond Zhang Shuai                       | 6–2, 56–7, [10–8]  |
| 2013                                                        | Garbiñe Muguruza María Teresa Torró Flor       | Tímea Babos Mandy Minella                      | 6–3, 7–65          |
| 2012                                                        | Irina-Camelia Begu Monica Niculescu            | Chuang Chia-jung Marina Erakovic               | 46–7, 7–64, [10–5] |
| 2011                                                        | Sara Errani Roberta Vinci                      | Kateryna Bondarenko Līga Dekmeijere            | 6–3, 7–5           |
| 2010                                                        | Chuang Chia-jung Květa Peschke                 | Chan Yung-jan Monica Niculescu                 | 3–6, 6–3, [10–7]   |
| 2009                                                        | Gisela Dulko Flavia Pennetta                   | Alona Bondarenko Kateryna Bondarenko           | 6–2, 7–64          |
| 2008                                                        | Anabel Medina Garrigues Virginia Ruano Pascual | Eleni Daniilidou Jasmin Wöhr                   | 6–2, 6–4           |
| 2007                                                        | Elena Likhovtseva Elena Vesnina                | Anabel Medina Garrigues Virginia Ruano Pascual | 2–6, 6–1, 6–2      |
| 2006                                                        | Émilie Loit Nicole Pratt                       | Jill Craybas Jelena Kostanić                   | 6–2, 6–1           |
| 2005                                                        | Yan Zi Zheng Jie                               | Anabel Medina Garrigues Dinara Safina          | 6–4, 7–5           |
| 2004                                                        | Shinobu Asagoe Seiko Okamoto                   | Els Callens Barbara Schett                     | 2–6, 6–4, 6–3      |
| 2003                                                        | Cara Black Elena Likhovtseva                   | Barbara Schett Patricia Wartusch               | 7–5, 7–61          |
| 2002                                                        | Tathiana Garbin Rita Grande                    | Catherine Barclay Christina Wheeler            | 6–2, 7–63          |
| 2001                                                        | Cara Black Elena Likhovtseva                   | Ruxandra Dragomir Virginia Ruano Pascual       | 6–4, 6–1           |
| 2000                                                        | Rita Grande Émilie Loit                        | Kim Clijsters Alicia Molik                     | 6–2, 2–6, 6–3      |
| 1999                                                        | Mariaan de Swardt Elena Tatarkova              | Alexia Dechaume-Balleret Émilie Loit           | 6–2, 6–2           |
| 1998                                                        | Virginia Ruano-Pascual Paola Suárez            | Julie Halard-Decugis Janette Husárová          | 7–66, 6–3          |
| 1997                                                        | Naoko Kijimuta Nana Miyagi                     | Barbara Rittner Dominique van Roost            | 6–3, 6–1           |
| 1996                                                        | Yayuk Basuki Kyoko Nagatsuka                   | Kerry-Anne Guse Park Sung-hee                  | 7–67, 6–3          |
| 1995                                                        | Kyoko Nagatsuka Ai Sugiyama                    | Manon Bollegraf Larisa Neiland                 | 2–6, 6–4, 6–2      |
| 1994                                                        | Linda Harvey-Wild Chanda Rubin                 | Jenny Byrne Rachel McQuillan                   | 7–5, 4–6, 7–61     |